# Emmy (ormiańska piosenkarka)
Emmy, właśc. Emma Bedżanian (orm. Էմմա Բեջանյան) (ur. 12 kwietnia 1984 w Erywaniu) – ormiańska piosenkarka wykonująca muzykę popową, reprezentantka Armenii podczas 56. Konkursu Piosenki Eurowizji (2011).

## Życiorys
Jest córką piosenkarki i producentki muzycznej Nadieżdy Sarkisjan oraz rzeźbiarza i pianisty jazzowego Dawita Bedżaniana. Studiowała na wydziale jazzu w Państwowym Konserwatorium Komitasa w Erywaniu.
W 1993 nagrała swoją pierwszą piosenkę, „Hajastan”. W 1994 za wykonanie utworu „Song Funny Rain” zdobyła pierwszą nagrodę dla najlepszej piosenkarki podczas konkursu Asup Song Competition. W tym samym roku dołączyła do składu grupy muzycznej Hajer, w której śpiewała do 2000. Pod odejściu z zespołu rozpoczęła karierę solową.
W 2006 wydała debiutancki album studyjny pt.Wocz 1in czases, a rok później płytę pt. Emmy. W lutym 2010 z piosenką „Hey (Let Me Hear You Say)”, nagraną w duecie z Mihranem Kirakosianem, wzięła udział w ormiańskich selekcjach do 55. Konkursu Piosenki Eurowizji. W finale selekcji zajęli drugie miejsce. W 2011 została wybrana wewnętrznie na reprezentantkę Armenii w 56. Konkursie Piosenki Eurowizji w Düsseldorfie. Jej konkursowy utwór, „Boom Boom”, został wybrany w trakcie koncertu selekcyjnego, podczas którego wykonała jeszcze trzy propozycje: „Ayo”, „Hi” i „Goodbye”. 10 maja wystąpiła w pierwszym półfinale konkursu i zajęła 12. miejsce w półfinale, przez co nie awansowała do finału, zostając pierwszą reprezentantką Armenii w historii, która nie wystąpiła w finale. Do awansu zabrakło jej jednego punktu. Cały występ nawiązywał do boksu – Emmy rozpoczęła prezentację na fotelu w kształcie rękawicy bokserskiej, a czterech greckich tancerzy (Petros Zlatkos, Jenia Evgenios Buli, Charalampos Christodulu, Charis Sawwas) ubranych było w specjalne szlafroki. Choreografię do prezentacji przygotowała Armine Zarian, która na scenie wsparła wokalnie reprezentantkę.
W czerwcu 2013 opublikowała singiel „Tsiatsan/Qez gta”. W 2014 była jurorką w trzeciej ormiańskiej edycji programu The X Factor oraz odebrała nagrodę w kategorii „Artystka popowa roku” w plebiscycie magazynu „Luxury”.

## Dyskografia

### Albumy studyjne
- Wocz 1in czases (2006)
- Emmy (2007)

### Albumy kompilacyjne
- Best of Emmy (2011)